# نوار ماژلانی

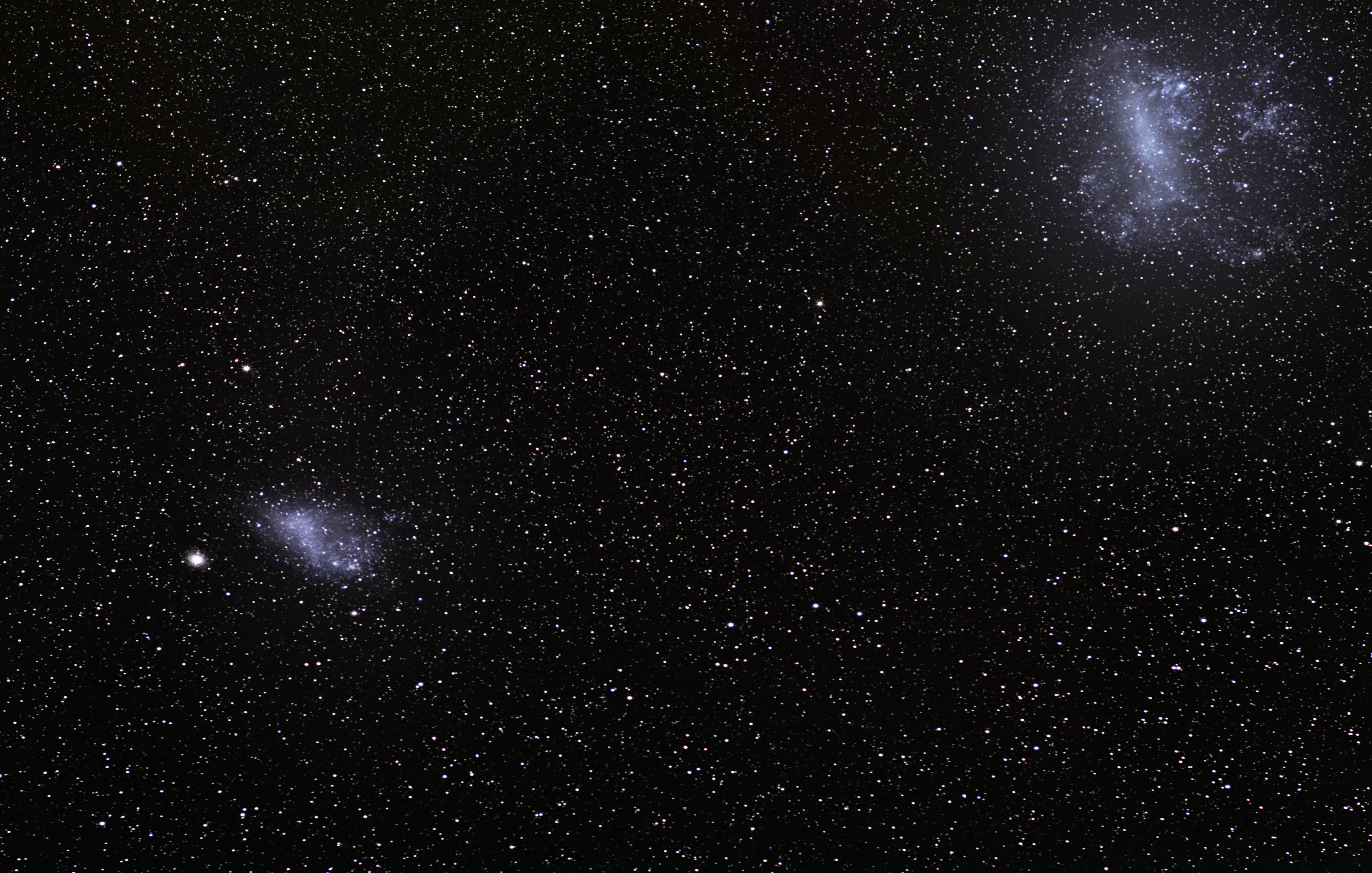
ابرهای ماژلانی کوچک و بزرگ.

ابرهای ماژلانی(به انگلیسی: Magellanic Clouds) کوچک و بزرگ کهکشان‌های کوتولهٔ نامنظمی هستند که پیش از این تصور می شد که به دور کهکشان راه شیری به صورت اقماری در گردش هستند اما کشفیات اخیر نشان داده که سرعت این دو به حدی است که نمی توانند تحت جاذبه راه شیری بمانند بلکه این دو از سفری دور می ایند و تنها مدتی همسایه ما هستند و نهایتا از ما دور خواهند شد.این دو کهکشان مانند راه شیری دارای میلیون‌ها ستاره و همچنین احتمالا دارای سیاره هستند.این دو کهکشان در نیمکره جنوبی آسمان در صورت فلکی صلیب جنوبی دیده می‌شوند.این دو کهکشان در مقایسه با راه شیری اندازهٔ کوچک تری دارند و به طوری تحت جاذبه اش گرفتار شده‌اند.
جریان ماژلانی (نوار ماژلانی) نواری است که از دو ابر ماژلانی کوچک و بزرگ عبور می‌کند و به دیسک کهکشان راه شیری می‌خورد و از آن نیز عبور می‌کند.

## مشخصات نوار ماژلانی
نوار ماژلانی را HVC۳۰۶-۲+۲۳۰ نام‌گذاری کرده‌اند.نوار ماژلانی از گاز هیدروژن غنی تشکیل شده و گاز بسیار داغ(K۱۰۰۰۰۰۰)و نازکی از هالهٔ کهکشان راه شیری آن را احاطه کرده‌است.طول نوار ماژلانی Ly۱۶۰۰۰۰ در نظر گرفته شده‌است و عمر آن ۲٫۵میلیارد سال است.این نوار فقط در طول موج رادیویی قابل مشاهده‌است.(هالهٔ کهکشان راه شیری هم فقط در طول موج رادیویی قابل مشاهده‌است.)

## شکل گیری نوار ماژلانی
دربارهٔ رابطهٔ این نوار با کهکشان راه شیری دو فرضیه وجود دارد:یکی این که این نوار مداری به دور کهکشان راه شیری دارد، و دیگری آن که این نوار فقط از نزدیکی کهکشان راه شیری عبور می‌کند.دلیل به وجود آمدن این نوار این است که جاذبهٔ بسیار زیاد کهکشان راه شیری باعث می‌شود که ابرهای ماژلانی کوچک و بزرگ به دور آن بچرخند.چون این جاذبه خیلی قوی است ابرهای ماژلانی نمی‌توانند آن را تحمل کرده و به سمت راه شیری کشیده می‌شوند...
این نوار هم بر اثر همین جاذبه و جاذبهٔ دو ابر ماژلانی بر یکدیگر تشکیل شده‌است.این جاذبهٔ زیاد قسمت خارجی دیسک کهکشان راه شیری را تحت تأثیر قرار می‌دهد.ابرهای ماژلانی هم ممکن است به دلیل این جاذبه از هم گسیخته یا به دورن راه شیری بلعیده شوند.
البته دربارهٔ نقش کهکشان راه شیری در شکل‌گیری نوار ماژلانی هم دو فرض وجود دارد:یکی این که این نوار به دلیل جاذبهٔ کهکشان راه شیری تشکیل شده و فرض دیگر این است که این نوار ابتدا بر اثر حرکت نزدیک دو ابر ماژلانی به هم و جاذبه شان تشکیل شده و سپس کهکشان راه شیری آن را این طور شکل داده‌است.

## فعالیت‌هایی در رابطه با نوار ماژلانی
منجمان از GBT)Green Bank Telescope) استفاده کردند تا جاهای موجود در تصویر نوارماژلانی را پر کنند.منجمان با استفاده از GBT بیش تر از ۱۰۰ساعت نوار ماژلانی را رصد کردند.آن‌ها داده‌های جدید GBT را با داده‌های قدیمی شامل تلسکوپ آرسیبو(Arecibo) در پرتوریکو، تلسکوپ پارکز(Parkes)  در استرالیا و تلسکوپ وستربورک (Westerbork) درهلند مخلوط کردند.آن‌ها بعد از رصدهای جدید متوجه شدند که عددی که در فرض قبلی شان برای طول نوار به دست آورده بودند فقط ۴۰٪ طول جدیدی بود که به دست آوردند. 
یکی از منجمان GBT می‌گوید: 
سن جدید نوار، زمان به وجود آمدنش را به وقتی نسبت داد که دو ابر ماژلانی از نزدیکی هم عبور کردند.بر اثر موج گرانشی که در مواد دو کهکشان افتاد رگبار ستاره‌ای درست شد.ستاره‌های این رگبار به خاطر شدت موج گرانشی حجم بسیار زیادی داشتند.این حجم زیاد باعث کوتاه شدن عمر آن‌ها شد و بنابراین در این رگبارها بادهای قوی ستاره‌ای و همچنین انفجار ابرنواخترها اتفاق می‌افتادند که می‌توانسته‌اند این گاز را به بیرون بدمند.گاز هم بر اثر این جاذبهٔ کهکشان راه شیری این شکل را به خود می‌گیرد.
یکی از نتیجه‌هایی که از این طول جدید می‌شد گرفت قدیمی تر بودن این نوار بود.(عمر جدید نوار ۲٫۵ میلیارد سال اندازه‌گیری شد.(این به آن دلیل بود که سن زیاد نشان می‌دهد کهکشان راه شیری وقت بیشتری برای شکل دادن و در نتیجه طولانی‌تر کردن نوار داشته‌است.